# 交響曲第24番 (ハイドン)
交響曲第24番 ニ長調 Hob. I:24 は、フランツ・ヨーゼフ・ハイドンが1764年に作曲した交響曲。初期の作品だが、随所にハイドンらしい工夫がなされており、第2楽章ではフルートが活躍する。

## 概要
第21番から本作までの4曲は自筆原稿が残っていて、1764年に作曲されたことが判明している。いずれも4楽章形式で、うち第23番と本作は両端楽章が速い通常の形式になっている。
エステルハージ家の副楽長時代（1761年から1765年）のハイドンの交響曲のうちには、独奏楽器が協奏曲的に活躍する楽章を含むものがいくつかあるが、この曲もそうした交響曲のひとつである。

## 編成
フルート1、オーボエ2、ホルン2、第1ヴァイオリン、第2ヴァイオリン、ヴィオラ、低音（チェロ、ファゴット、コントラバス）。
1761年から1765年9月までエステルハージ家の楽団にはフランツ・ジーグルというフルート奏者が雇われていた。この曲の第2楽章の協奏曲的な部分も彼が演奏するために書かれた可能性が高いが、フルートは第2楽章と第3楽章のトリオにのみ出現し、同じ場所でオーボエは休みになっているため、オーボエ奏者がフルートを持ち替えていたともいう。

## 曲の構成
- 第1楽章 （アレグロ）
ニ長調、4分の4拍子、ソナタ形式。

弦楽器の伴奏にオーボエとホルンが祝祭的な第1主題を提示し、開始される。それを全合奏で確保し、華やかに進行する。同じ音型で展開される展開部の終わりにはフェルマータの休符が書かれ、休止すると、第1主題が短調でしかも静かに再現されるなど、ドラマチックである。

- 第2楽章 アダージョ
ト長調、4分の3拍子、二部形式。
オーボエとホルンは休みで、弦楽器は伴奏に徹し、「カンタービレ」（cantabile）と記された独奏フルートが終始旋律を吹く。カデンツァ部も用意され、明らかにフルート協奏曲といえる形を備えている（Entwurf-katalogに記載のある『フルート協奏曲 ニ長調』（Hob. VIIf:1）の第2楽章との類似性が指摘されている）。

- 第3楽章 メヌエット - トリオ
ニ長調、4分の3拍子。
オーボエの合いの手のバックに弦楽器がピチカートを奏し、効果的である。トリオではフルートとホルンが主旋律をなぞる。

- 第4楽章 フィナーレ：アレグロ
ニ長調、4分の4拍子、ソナタ形式。
 の最弱音で開始されるなど、この時代にとって斬新であり、強弱の変化に富んでいる。